# Розалінда (супутник)
Розалінда — внутрішній супутник Урана, названий на честь дочки Герцога з п'єси Вільяма Шекспіра «Як вам це сподобається». Також відомий під назвою Уран XIII. Про Розалінду майже нічого не відомо, окрім розміру 36 км та орбітальних характеристик.
Розалінду було відкрито 13 січня 1986 року під час вивчення знімків, отриманих «Вояджером-2», та присвоєно тимчасову назву S/1986 U 4.